# Chaenostoma rotundifolium
Chaenostoma rotundifolium är en flenörtsväxtart som beskrevs av George Bentham. Chaenostoma rotundifolium ingår i släktet Chaenostoma och familjen flenörtsväxter. Inga underarter finns listade i Catalogue of Life.